# جيس هارتلي
جيس هارتلي (بالإنجليزية: Jess Hartley)‏ (11 ديسمبر 1967، سان رافاييل في الولايات المتحدة)؛ روائية أمريكية.